# Dorinel Munteanu
Dorinel Ionel Munteanu (* 25. června 1968 Grădinari) je bývalý rumunský fotbalový záložník a od roku 2005 trenér.
V rumunské nejvyšší soutěži debutoval v srpnu 1988 za FC Olt Scornicești. S Interem Sibiň vyhrál v roce 1991 Balkánský pohár a o rok později se stal v dresu bukurešťského Dinama mistrem Rumunska. Odešel do Cercle Brugge KSV, kde byl vyhlášen nejlepším hráčem belgické ligy v sezóně 1993/94. Osm sezón strávil v německé Bundeslize. V roce 2005 získal druhý rumunský titul se Steauou a jako hrající trenér hrál s CFR Kluž finále Poháru Intertoto.
Je rekordmanem rumunské reprezentace, za kterou nastoupil ve 134 mezistátních zápasech. Zúčastnil se Mistrovství světa ve fotbale 1994, Mistrovství Evropy ve fotbale 1996, Mistrovství světa ve fotbale 1998 a Mistrovství Evropy ve fotbale 2000.
Jako trenér působil v rumunské nejvyšší soutěži, kde přivedl FC Oțelul Galați k historickému vítězství v lize i v superpoháru v roce 2011. Pak trénoval v Rusku, Ázerbájdžánu a Iráku, v roce 2021 přijal opět angažmá v Galați.
Angažuje se také v politice, neúspěšně kandidoval v komunálních volbách za Stranu lidového hnutí.